# 飯塚伝説ホルモン
飯塚伝説ホルモン（いいづかでんせつホルモン）は、福岡県飯塚市で販売されているご当地ホルモンである。

## 概要
飯塚市では炭鉱の町で、古くから安くておいしいホルモンがよく食されてきた。市内7店舗がこの「伝説」的な味や文化を継承しつつ、新たなホルモン料理を開発し、ご当地グルメとして販売を始めた。

## 参考
- 【グルメ】 福岡県飯塚市の新ご当地グルメ！ - 飯塚 伝説ホルモン